# Spy Myeong-wol
Spy Myeong-wol (스파이 명월?, 스파이明月?, Sŭp'a-i Myŏng-wŏlMR), conosciuta anche con il titolo internazionale in lingua inglese Myung-wol the Spy, è un drama coreano del 2011.

## Trama
Han Myung-wol, una delle migliori agenti nordcoreane, si reca prima a Singapore e poi in Corea del Sud per accompagnare il collega Choi Ryu, che a sua insaputa è impegnato in una rischiosa missione. Mentre assiste ad alcune riprese del celebre attore Kang Woo, immagine ed espressione dell'onda coreana, la giovane gli salva la vita; Myung-wol in seguito viene assunta da Kang Woo come sua personale guardia del corpo, e tra i due si sviluppa una strana attrazione.
Myung-wol non può tuttavia confessare all'attore che in realtà il suo scopo è farlo innamorare di lui, "indottrinandolo" alla cultura nordcoreana e facendogli scegliere volontariamente di trasferirsi con lei in tale paese. Nel frattempo, Myung-wol inizia realmente a provare dei sentimenti nei confronti di Kang Woo, attirandosi la gelosia dell'attrice Joo In-ah, anch'ella innamorata dell'uomo.

## Distribuzione
In Corea del Sud, Spy Myeong-wol è stata trasmessa su KBS2 dall'11 luglio al 6 settembre 2011, per un totale di diciotto episodi. La serie è stata distribuita anche in Thailandia, con il titolo สายลับหน้าใส พิชิตใจซูเปอร์สตาร์ (Sailab Nasai Pichitjai Superstar, lett. "La spia con la faccia da bambina") su Channel 7, a partire dal 30 gennaio 2014; in Malesia la serie è stata invece trasmessa con il titolo Spy Myung-Wol sul canale TV2, a partire dal 23 aprile 2016.

## Ascolti
| Episodio | Data di trasmissione | Dati TNMS           | Dati TNMS                  | Dati AGB            | Dati AGB                   |
| Episodio | Data di trasmissione | A livello nazionale | Area metropolitana di Seul | A livello nazionale | Area metropolitana di Seul |
| -------- | -------------------- | ------------------- | -------------------------- | ------------------- | -------------------------- |
| 1        | 11 luglio 2011       | 9,6%                | 10,6%                      | 9,6%                | 10,1%                      |
| 2        | 12 luglio 2011       | 7,6%                | 7,8%                       | 8,3%                | 8,6%                       |
| 3        | 18 luglio 2011       | 5,9%                | 6,3%                       | 6,7%                | 7,5%                       |
| 4        | 19 luglio 2011       | 6,4%                | 7,3%                       | 5,9%                | 6,2%                       |
| 5        | 25 luglio 2011       | 8,3%                | 10,0%                      | 8,4%                | 9,2%                       |
| 6        | 26 luglio 2011       | 7,6%                | 8,7%                       | 7,9%                | 8,7%                       |
| 7        | 1º agosto 2011       | 6,8%                | 7,3%                       | 7,2%                | 8,4%                       |
| 8        | 2 agosto 2011        | 7,3%                | 8,4%                       | 7,2%                | 7,8%                       |
| 9        | 8 agosto 2011        | 6,8%                | 7,8%                       | 6,9%                | 7,1%                       |
| 10       | 9 agosto 2011        | 8,1%                | 10,1%                      | 6,9%                | 8,2%                       |
| Speciale | 15 agosto 2011       | 5,6%                | 6,8%                       | 5,3%                | 6,8%                       |
| 11       | 16 agosto 2011       | 5,9%                | 6,8%                       | 6,9%                | 7,4%                       |
| 12       | 22 agosto 2011       | 5,8%                | 7,7%                       | 6,3%                | 7,2%                       |
| 13       | 23 agosto 2011       | 6,6%                | 7,8%                       | 6,8%                | 7,6%                       |
| 14       | 29 agosto 2011       | 5,3%                | 6,5%                       | 5,6%                | 6,7%                       |
| 15       | 30 agosto 2011       | 6,3%                | 7,4%                       | 5,9%                | 6,7%                       |
| 16       | 5 settembre 2011     | 5,6%                | 6,5%                       | 4,9%                | 5,1%                       |
| 17       | 6 settembre 2011     | 6,1%                | 7,9%                       | 6,4%                | 7,9%                       |
| 18       | 6 settembre 2011     | 6,0%                | 7,8%                       | 5,2%                | 6,7%                       |
| Media    | Media                | 6,7%                | 7,9%                       | 6,8%                | 7,6%                       |